# Hendrik Jannes
Hendrik Jannes (Aarschot, 7 januari 1812 - aldaar, 13 maart 1899) was een Belgisch politicus voor de Katholieke Partij.

## Levensloop
Jannes zetelde ruim 39 jaar in de Aarschotse gemeenteraad, daarvan oefende hij twee jaar en zeven maanden het mandaat van burgemeester uit. Hij volgde in 1882 de afgezette Philippe Le Corbesier op, zelf werd hij op 22 december 1884 opgevolgd door Théophile De Becker.
Zijn laatste rustplaats bevindt zich op begraafplaats Ourodenberg te Aarschot. Een kerhof dat door hemzelf werd gesticht.